# 波克羅夫 (俄羅斯)
55°55′N 39°11′E / 55.917°N 39.183°E

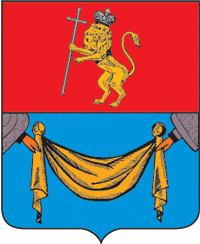
波克羅夫紋章。

波克羅夫 （俄语：Покро́в）是俄羅斯弗拉基米爾州西部佩圖什基區的一座城市。該市於1778年設市，距弗拉基米爾以西82公里，2002年人口15,920人。

## 友好城市
- 法國 萨韦尔讷